# Eksplozija raket na Poljskem (2022)
15. novembra 2022 okrog 15.40 je ena ali več raket zadelo ozemlje Poljske v bližini vasi Przewodów blizu meje z Ukrajino. Incident se je zgodil med večjim ruskim raketnim napadom na ukrajinska mesta in energetske objekte. To je bil prvi raketni incident (v nasprotju s predhodnimi incidenti UAV) na ozemlje članic NATO med rusko invazijo na Ukrajino leta 2022, v katerem je raketa tudi eksplodirala.
Poljski mediji poročajo, da sta v eksploziji v sušilnici žit umrli dve osebi (Bogusław Wos, Bogdan Ciupek). Poljski uradniki so izjavili, da vzrok eksplozije ni znan, vendar je poljski Radio ZET poročal, da sta na mesto padli dve raketi, ki sta povzročili eksplozijo. Kasnejša poročila so poročala o samo eni raketi. Države članice zveze NATO so kmali po prvih prijavah začele s pregledovanjem dokazov. Neuradne ocene Združenih držav Amerike kažejo, da je raketa ukrajinskih protizračnih sil poskušala sestreliti rusko raketo. Trditev je izpodbijal ukrajinski predsednik Volodimir Zelenski, ki trdi da je raketa ruska in poziva k mednarodni preiskavi.
Rusko obrambno ministrstvo je zanikalo napad in zanikalo, da so bili "napadi na cilje blizu ukrajinsko-poljske državne meje izvedeni z ruskimi uničevalnimi sredstvi" in da razbitine, ki naj bi jih našli na prizorišču, "nimajo nobene zveze z ruskim orožjem.”

## Preiskava
Poljske varnostne službe so nameravale v noči s 15. na 16. november ugotoviti vzrok eksplozije.
Kmalu po incidentu so se pojavila nasprotujoča si poročila o izvoru in naravi eksplozije. Poljsko ministrstvo za zunanje zadeve je izjavilo, da so bili izstrelki ruske izdelave. Andrés Gannon, strokovnjak za varnost pri think tank organizaciji Council on Foreign Relations, je domneval, da bi bile rakete lahko del sistema S-300. Sisteme S-300 sta obe bojujoči se strani uporabljali kot rakete zemlja-zrak in zemlja-zemlja. Mariusz Gierszewski, poljski novinar Radia ZET, je poročal o trditvah, da je bil izstrelek ostanek sestreljene rakete. Ameriški predsednik Joe Biden je na vrhu G20 na Baliju dejal, da je "malo verjetno", da so bile rakete izstreljene iz Rusije.
Začetne ocene Združenih držav so pokazale, da je bila raketa verjetno del protizračne obrambe, ki so jo ukrajinske sile izstrelile na prihajajočo rusko raketo.

## Odzivi

### Notranji odzivi
Po napadu je poljski premier Mateusz Morawiecki sklical nujno sejo odbora za nacionalno varnost in obrambne zadeve. Po poročanju poljskega vladnega tiskovnega predstavnika je Poljska po koncu srečanja dvignila stopnjo pripravljenosti nekaterih svojih vojaških enot. Poljski predsednik Andrzej Duda je z generalnim sekretarjem NATO Jensom Stoltenbergom govoril o aktivaciji 4. člena ustanovne listine NATO.
Poljski zunanji minister Zbigniew Rau naj bi poklical ruskega veleposlanika in zahteval "takojšnja podrobna pojasnila".
Poljski predsednik Andrzej Duda je 15. novembra pozno po lokalnem času izjavil, da ni dokazov, kdo je izstrelil raketo.

### Rusija
Rusko obrambno ministrstvo je zanikalo navedbe, da so bili udarci na cilje v bližini ukrajinsko-poljske državne meje izvedeni z ruskimi uničevalnimi sredstvi, in izjavilo, da razbitine na prizorišču, »nimajo nobene zveze z ruskim orožjem.« Ministrstvo je navedbe o smrtnih žrtvah Poljakov označilo za »namerno provokacijo z namenom zaostrovanja razmer.«

### Ukrajina
Ukrajinski predsednik Volodimir Zelenski je v svojem nočnem video nagovoru odgovornost za napad naprtil Rusiji in napad opisal kot poseg v »kolektivno varnost« in kot »pomembno stopnjevanje [konflikta]«.

### Predstavniki držav članic NATO
Zaradi tega incidenta in zaprtja naftovoda Friendship je madžarska vlada pod vodstvom premierja Viktorja Orbána isto noč sklicala nujno srečanje s svojim obrambnim svetom, obrambni minister Kristóf Szalay-Bobrovniczky pa je imel telefonski pogovor z generalnim sekretarjem NATO Jensem Stoltenbergom.
Ameriško ministrstvo za obrambo je kmalu po domnevnem napadu potrdilo prejetje poročil o dveh ruskih zadetkih Poljske blizu ukrajinske meje, vendar jih ni moglo potrditi. Bob Menendez, predsednik sveta za zunanje odnose, je izrazil upanje, da se bo Rusija »hitro opravičila za izgubo življenja in izrazila nenamernost« in opozoril na »vse vrste posledic, vključno z možnostjo sklicevanja na 5. člen, če je bila izstrelitev namerna.«
Poljska je zaprosila za srečanje NATO v sredo, 16. novembra na podlagi 4. člena ustanovne pogodbe NATO. Diplomati NATO so povedali, da bo zavezništvo ravnalo previdno in da potrebuje čas, da natančno preveri potek incidenta.
Estonski minister za zunanje zadeve Urmas Reinsalu se je na poročanje odzval s tvitom, da je Estonija pripravljena braniti »vsak centimeter« ozemlja članic NATO. Belgijski premier Alexander De Croo se je na poročila odzval z besedami "Stojimo s Poljsko". Češki premier Petr Fiala je tvitnil, da če se napadi izkažejo za ruske, bo to »nadaljnja eskalacija Rusije«. Romunski predsednik Klaus Iohannis je tvitnil, da je Romunija »v celoti solidarna z našo prijateljico in zaveznico Poljsko« in da »smo v stiku z našimi partnerji in zavezniki.«
Jens Stoltenberg je izjavil, da krivdo nosi Rusija, čeprav je bila raketa najverjetneje del ukrajinskega sistema protizračne obrambe. Navsezadnje se »to ne bi zgodilo, če Rusija ne bi izstrelila teh raket,« je dejal.

### Slovenija
16. novembra je bil sklicano neformalno zasedanje Nacionalnega sveta za nacionalno varnost, srečanja so se udeležili predsednik vlade Robert Golob, zunanja ministrica Tanja Fajon, obrambni minister Marjan Šarec, infrastrukturni minister Bojan Kumer ter direktor SOVA Joško Kladivnik. Stopnja pripravljenosti ter ogroženosti se ni spremenila, prav tako ostaja pomoč Ukrajini nespremenjena. Ob incidentu je bila zaskrbljena tudi Tanja Fajon. S poljskim predsednikom Andrzejem Dudo se je 16. novembra pogovarjal tudi slovenski predsednik Borut Pahor.
Jelena Juvan, predstojnica katedre za obramboslovje na Fakulteti za družbene vede v Ljubljani, je zanikala namernost napada.

### Drugi
Predsednik Evropskega sveta Charles Michel je izjavil, da je bil nad poročili o incidentu šokiran in dodal, da »stojimo ob strani Poljske«. Poljska je članica Evropske unije (EU).
Ministrstvo za zunanje zadeve in evropske integracije Moldavije je po eksplozijah izrazilo solidarnost s Poljsko in sporočilo, da je v stiku s poljskimi oblastmi. Moldavski zunanji minister Nicu Popescu je poljskemu kolegu Zbigniewu poslal sožalje družinam žrtev. Dogodek, podoben raketnemu incidentu na Poljskem, se je zgodil 31. oktobra v moldavski vasi Naslavcea, ko so zaradi novega vala ruskih raket proti Ukrajini eno od njih sestrelili ukrajinski sistemi protizračne obrambe. Raketa je v tistem primeru strmoglavila v vas in povzročila materialno škodo.